# Wereldbeker schaatsen 2014/2015 - Wereldbeker 2
De Wereldbeker schaatsen 2014/2015 Wereldbeker 2 was de tweede wedstrijd van het wereldbekerseizoen 2014/2015 die plaatsvond van 21 tot en met 23 november 2014 op de Taereung Indoor Ice Rink in Seoel, Zuid-Korea.
Voor het eerst sinds de wereldkampioenschappen schaatsen afstanden 2004 was er weer een belangrijke wereldwijde schaatswedstrijd in Zuid-Korea. Op het ijs van Seoel verrasten Sverre Lunde Pedersen, Andrea Giovannini, Nao Kodaira en Li Qishi met hun eerste wereldbekeroverwinning ooit. De sensatie van de voorgaande week, Pavel Koelizjnikov, ging door met winnen op beide 500 meters én de 1000 meter. Op de lange afstanden wonnen oudgedienden Bob de Jong (38) en Claudia Pechstein (42). Op de afstanden langer dan 500 meter werden de baanrecords (zes in totaal) verbroken.
De teamsprint werd als demonstratie-evenement verreden, bij de mannen won het Duitse team in 1.22,39 en bij de vrouwen het Russische team in 1.30,12.

## Tijdschema
| Datum                | Onderdelen                                                          |
| -------------------- | ------------------------------------------------------------------- |
| Vrijdag 21 november  | 5000 m vrouwen 1e 500 m vrouwen 1e 500 m mannen 1500 m mannen       |
| Zaterdag 22 november | 10.000m mannen 2e 500 m vrouwen 1000 m mannen 1500 m vrouwen        |
| Zondag 23 november   | 1000 m vrouwen 2e 500 m mannen massastart vrouwen massastart mannen |

## Podia

### Mannen
| Wedstrijd  | Goud                            | Tijd              | Zilver                       | Tijd              | Brons                         | Tijd              |
| 1e 500 m   | Pavel Koelizjnikov Rusland      | 34,94             | Mo Tae-bum Zuid-Korea        | 35,36(3)          | Roeslan Moerasjov Rusland     | 35,36(4)          |
| 2e 500 m   | Pavel Koelizjnikov Rusland      | 35,18             | Mo Tae-bum Zuid-Korea        | 35,32             | Laurent Dubreuil Canada       | 35,35             |
| 1000 m     | Pavel Koelizjnikov Rusland      | 1.09,56 BR        | Stefan Groothuis Nederland   | 1.09,83           | Kjeld Nuis Nederland          | 1.09,86           |
| 1500 m     | Sverre Lunde Pedersen Noorwegen | 1.47,76 BR        | Wouter olde Heuvel Nederland | 1.48,02           | Kjeld Nuis Nederland          | 1.48,30           |
| 10.000 m   | Bob de Jong Nederland           | 13.17,51 BR       | Bart Swings België           | 13.32,45          | Aleksandr Roemjantsev Rusland | 13.37,59          |
| Massastart | Andrea Giovannini Italië        | 8.10,78 70 punten | Haralds Silovs Letland       | 8.12,35 40 punten | Lee Seung-hoon Zuid-Korea     | 8.12,56 20 punten |

### Vrouwen
| Wedstrijd  | Goud                        | Tijd              | Zilver                     | Tijd              | Brons                      | Tijd              |
| 1e 500 m   | Nao Kodaira Japan           | 38,05             | Lee Sang-hwa Zuid-Korea    | 38,18             | Judith Hesse Duitsland     | 38,95             |
| 2e 500 m   | Lee Sang-hwa Zuid-Korea     | 37,99             | Nao Kodaira Japan          | 38,51             | Karolína Erbanová Tsjechië | 38,83             |
| 1000 m     | Li Qishi China              | 1.16,95 BR        | Marrit Leenstra Nederland  | 1.17,06           | Karolína Erbanová Tsjechië | 1.17,33           |
| 1500 m     | Marrit Leenstra Nederland   | 1.57,76 BR        | Ireen Wüst Nederland       | 1.58,33           | Olga Graf Rusland          | 1.59,02           |
| 5000 m     | Claudia Pechstein Duitsland | 7.07,77 BR        | Martina Sáblíková Tsjechië | 7.13,08           | Ivanie Blondin Canada      | 7.14,53           |
| Massastart | Martina Sáblíková Tsjechië  | 7.42,96 66 punten | Irene Schouten Nederland   | 7.45,05 40 punten | Ivanie Blondin Canada      | 7.45,06 20 punten |